# Seaca (Olt)
Seaca es una comuna ubicada en el distrito de Olt, Rumania.

## Superficie
Posee una superficie de 40,11 kilómetros cuadrados.

## Demografía
Hasta 2021 la población era de 1554 habitantes, con una densidad de población de 38,74 habitantes por kilómetro cuadrado.